# ABC Motors
ABC Motors Ltd (All British (Engine) Company) was een Engelse fabrikant van vliegtuigmotoren, motorfietsen, auto's en één vliegtuig.
De bedrijfsnamen waren All British (Engine) Company, Hersham, Surrey, later ABC Motors Ltd., Walton-on-Thames, Surrey, A.B.C. Motors (1920) Ltd., Walton-on-Thames, Surrey en The Sopwith Aviation & Engineering Co. Ltd., Kingston upon Thames, Surrey en ABC Road Motors Ltd.

## Jaren tien

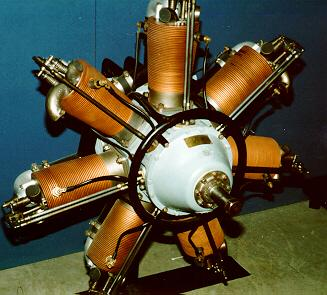
ABC Wasp

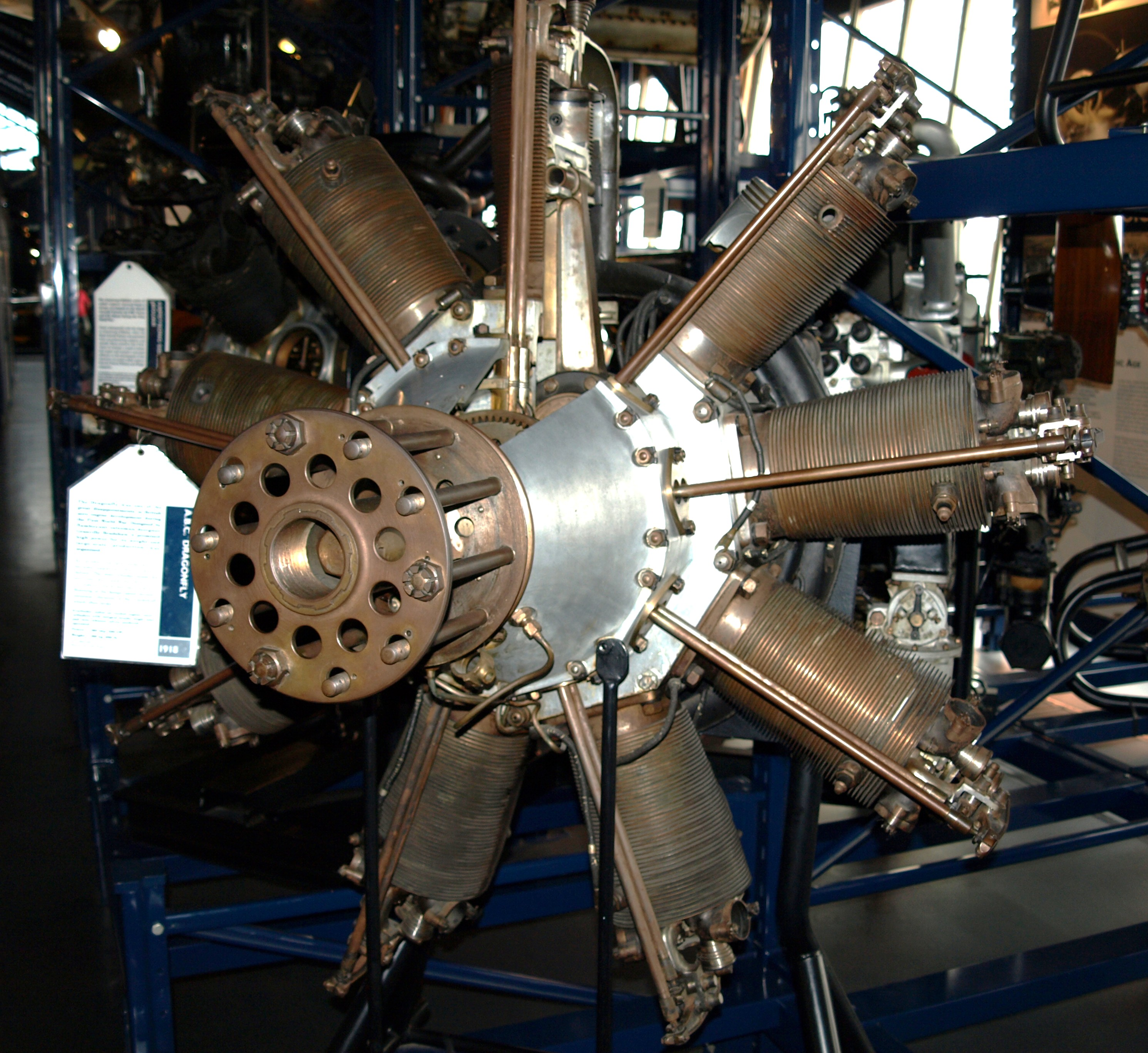
ABC Dragonfly

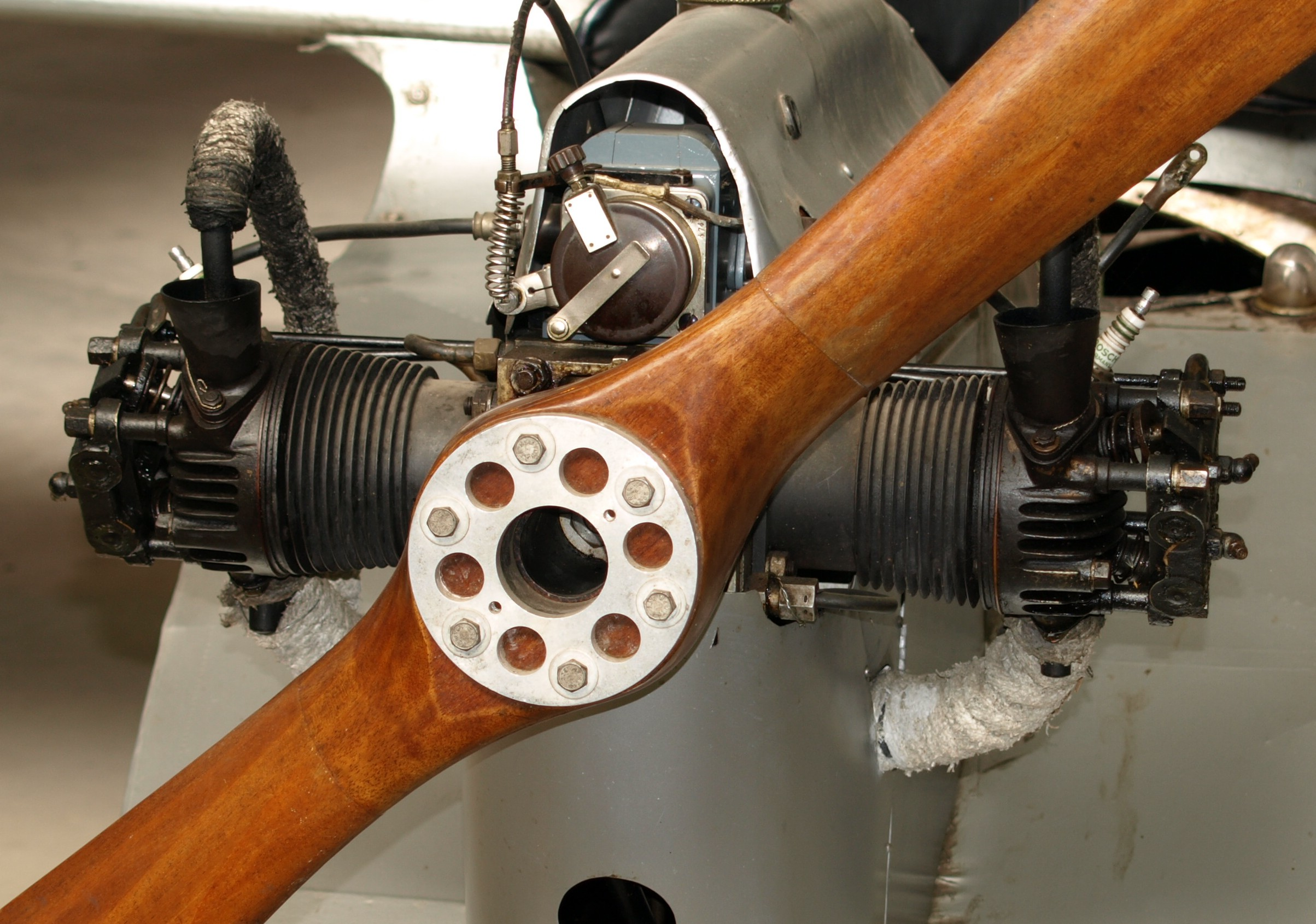
ABC 8 HP ingebouwd in een English Electric Wren

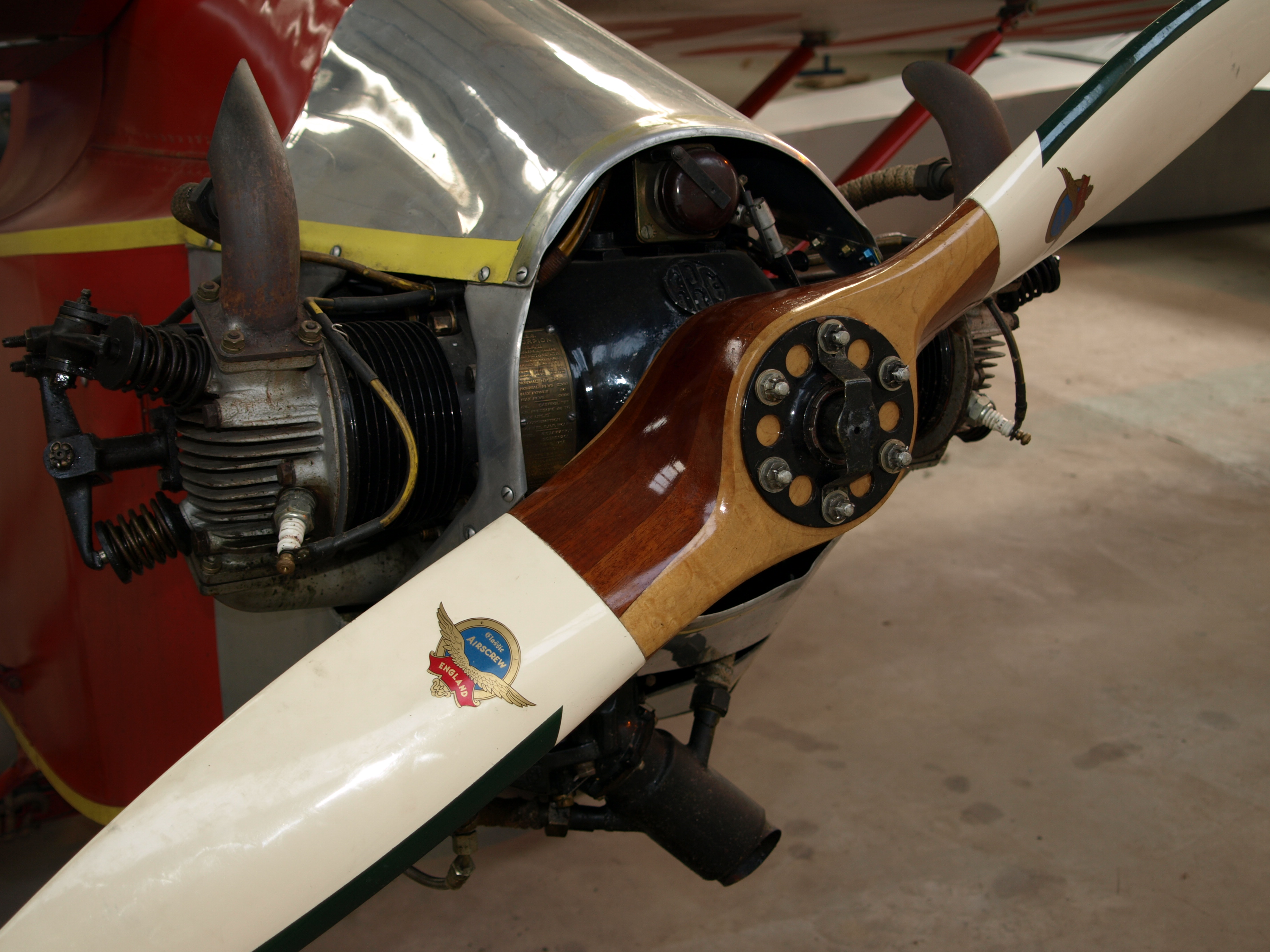
ABC Scorpion in een ANEC II

### Vliegtuigmotoren
Het bedrijf werd in 1912 opgericht door Ronald Charteris, die Granville Bradshaw als hoofdontwerper in dienst nam. Bradshaw had in het jaar ervoor een succesvolle vlucht gemaakt met een door hem zelf ontworpen vliegtuig dat door Star in Wolverhampton was gebouwd. Voor ABC ontwierp hij een groot aantal stermotoren, in 1912 kon men al vliegtuigmotoren van 30, 60 en 100 pk leveren. Het Britse Ministerie van Oorlog nam er een aantal af en liet andere fabrikanten vliegtuigen bouwen die geschikt waren voor de motoren van ABC. De motoren waren zeer modern, maar ze kenden veel kinderziekten, waardoor ze niet werden ingezet tijdens de Eerste Wereldoorlog. Het ontwerp werd overgenomen door het Royal Aircraft Establishment, een onderdeel van het ministerie. Daar wilde men de problemen oplossen, maar toen de oorlog eindigde werden deze pogingen gestaakt.
In 1914 werd de motorenproductie overgebracht naar Walton-on-Thames. ABC maakte ook veel motoren voor generatoren, meestal tweecilinder kop/zijklep-boxermotoren. Het meest gebruikelijk waren in die tijd de zogenaamde "Inlet Over Exhaust" motoren, met de inlaatklep als kopklep en de uitlaatklep als zijklep, maar bij de ABC motoren was dat andersom. Een dergelijke motor werd in 1916 als generator voor de radio van de Coastall class blimp en de Supermarine Nighthawk ("Zeppelin Killer") uit 1917 had er een aan boord voor de elektriciteit van het zoeklicht.
De ABC Wasp zevencilinder stermotor uit 1916 had koperbekleding op de koelribben om de warmtegeleiding te verbeteren, maar ook deze motor was onbetrouwbaar. Hij werd weliswaar doorontwikkeld en in 1918 verscheen de eerste versie, 160 pk Wasp I, en in 1919 kwam de Wasp II die 200 pk leverde. In 1917, toen de Wasp motor nog veelbelovend was, was Bradshaw al begonnen met de ontwikkeling van de negencilinder ABC Dragonfly, die 340 pk moest leveren bij een gewicht van 273 kg. Deze motor had per cilinder drie kopkleppen (twee inlaat en één uitlaat). Bradshaw claimde dat het koperbeslag op de koelribben zo goed werkte dat water er niet op kon koken. Sir William Weir, een industrieel die tijdens de oorlog in dienst was van het Ministerie van Oorlog, bestelde meteen een groot aantal van deze motoren. In juni 1918 hadden dertien vliegtuigfabrikanten in totaal 11.500 van deze motoren besteld om er vliegtuigen voor de Royal Air Force mee uit te rusten. Kandidaten voor de motor waren de Sopwith Dragon, de Nieuport Nighthawk en de Siddeley Siskin. Er werden echter slechts 1147 motoren gemaakt, waarvan er aanvankelijk slechts negen daadwerkelijk vlogen. Ook de Dragonfly was bijzonder onbetrouwbaar en door het einde van de oorlog was er ook geen behoefte meer aan. Het koperbeslag op de koelribben bleek nutteloos, de motor werd juist veel te warm, het brandstofverbruik was te hoog net als de trillingen door de eigenfrequentie van de krukas. De Dragonfly IA uit 1919 had andere zuigers en cilinderkoppen, maar uiteindelijk bleken de problemen onoplosbaar en werd de productie gestaakt. De motor was al toegepast in een aantal militaire prototypen en militaire en civiele vliegtuigen.

### Motorfietsen

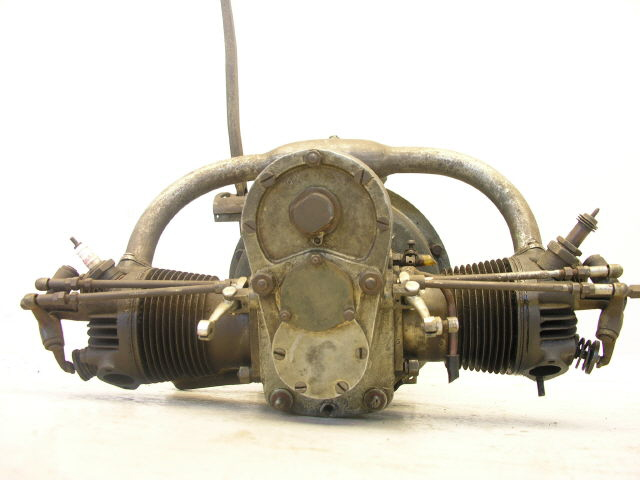
ABC kopklepmotor (ca. 1920) met buitenliggende stoterstangen en klepveren

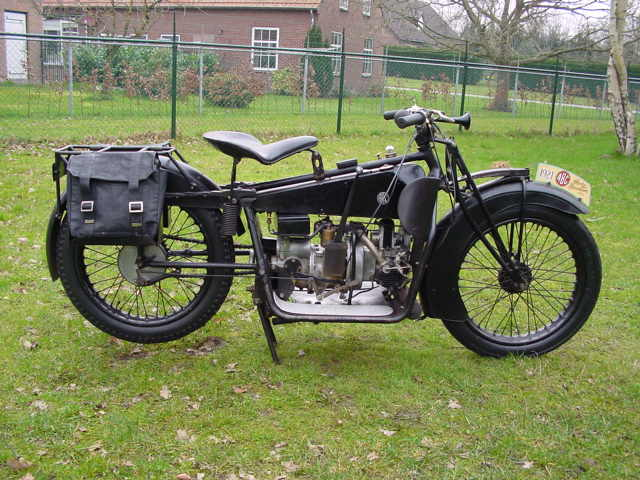
ABC 400 cc 3 pk uit 1920

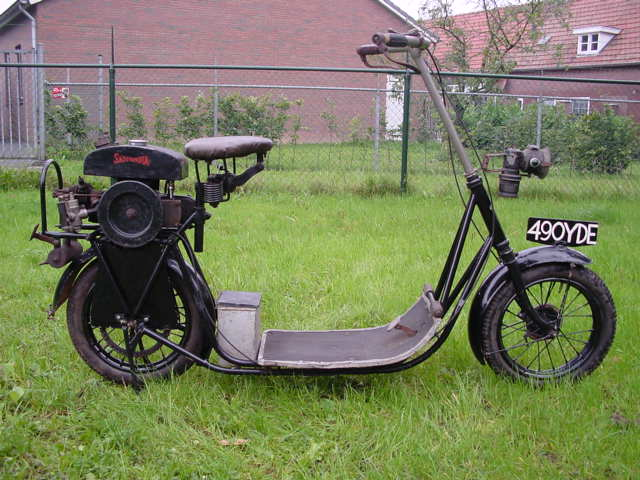
ABC Skootamota 123 cc 1919

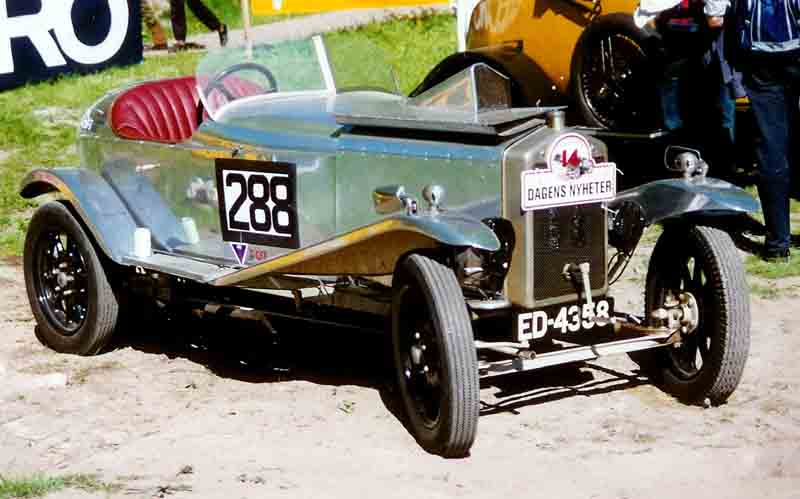
ABC Super Sports uit 1926

#### Sopwith 390 cc
ABC werkte al lang samen met Sopwith Aviation Company, en in 1919 presenteerden beide bedrijven samen de Sopwith 390 cc motorfiets met een luchtgekoelde langsgeplaatste kopklep-boxermotor. Het was een bijzonder modern ontwerp, met voor- en achtervering met bladveren, trommelremmen, een wet-sump smeersysteem, vier versnellingen en een dubbel wiegframe. De machine had geen startmechanisme, maar moest worden aangefietst of aangelopen. Voor een dergelijke motorfiets zou cardanaandrijving nu logisch zijn, maar in 1919 was die nog niet in zwang, waardoor het prototype en ook het definitieve model kettingaandrijving kregen. De productie van de motorfiets begon al in 1919, maar hij werd onder de merknaam "ABC" op de markt gebracht.

#### ABC Skootamota
De Skootamota uit 1919 was een door Granville Bradshaw ontwikkelde gemotoriseerde step. Bij de Skootamota zat een 123 cc eencilinder-kop/zijklepmotor boven het iets grotere achterwiel. Daarboven weer een tankje en ervoor een eenpersoons zadel. Je kon even makkelijk op het plankje blijven staan, wat voor postbodes en telegrambestellers ideaal was. De productie van de Skootamota duurde van kort na de Eerste Wereldoorlog tot 1922 en werd uitbesteed aan Gilbert Campling Ltd. op het eiland Wight.

## Jaren twintig

### Bedrijf
In 1920 werd A.B.C. Motors (1920) Ltd., Walton-on-Thames opgericht. De Engelse regering trok haar steun aan ABC in. Het nieuwe bedrijf zou vliegtuigmotoren, auto's en motorfietsen gaan produceren, die allemaal een luchtgekoelde tweecilinder boxermotor kregen. In 1926 vocht Granville Bradshaw de toepassing van zijn gepatenteerde langsgeplaatste boxermotoren door BMW aan.

### Motorfietsen

#### ABC 400 cc
De nieuwe ABC motorfiets, die nu een 398 cc motor had, werd in licentie gebouwd bij Sopwith Engineering. Dat was nodig om de 3.500 werknemers daar aan het werk te houden, nadat de vliegtuigbouw na het einde van de Eerste Wereldoorlog sterk was gedaald. Er werden 2.200 motorfietsen gebouwd. Ze kregen uiteindelijk een verbeterde aandrijving van de kleppen, snelheidsmeters en elektrische verlichting. Men kon ze ook als zijspancombinatie kopen. De ABC motorfiets bleek echter veel te duur en onbetrouwbaar, waardoor Sopwith in moeilijkheden kwam na garantieclaims van klanten. In 1923 stopte men met de motorfietsproductie. Die werd overgenomen door Gnome et Rhône in Parijs. Zo ontstond de Société Française des Moteurs A.B.C.. In 1924 verdween de merknaam ABC ook in Frankrijk van het toneel toen deze machines Gnome et Rhône gingen heten.

#### ABC Skootamota
De Skootamota kreeg in 1920 een kopklepmotor, maar verder bleef het ontwerp ongewijzigd. Na 1923 werd het model niet alleen onder verantwoordelijkheid van Gilbert Campling geproduceerd (waarschijnlijk door de Selsdon Aero and Engineering Company) maar ook als Gilbert Campling Skootamota verkocht.

### Vliegtuigmotoren
In 1921 verscheen de ABC Scorpion I, die een 30 pk tweecilinder boxermotor had. In 1924 werd deze verbeterd (Scorpion II) en kreeg hij een grotere motor, waardoor hij 34 pk leverde. In 1929 kwam er een viercilinder boxermotor, de Hornet, die feitelijk was opgebouwd als twee Scorpion motoren. Deze motor leverde 80 pk en werd in 1931 herzien, toen er hidiminium (een legering van aluminium) werd gebruikt voor het carter, de uitlaatspruitstukken en de zuigers.

### ABC Robin vliegtuig
De Robin was een eenpersoons vliegtuigje dat was ontworpen door A.A. Fletcher. Het werd in 1929 gebouwd. Het was een eendekker met hoge vleugels, de ABC Scorpion II motor en het had al een voor die tijd moderne gesloten cockpit. De eerste vlucht vond plaats in juni 1929 op Brooklands, en er werd een demonstratievlucht gemaakt tijdens de Olympia Aero Show in juli. Later in het jaar werd de voorruit naar achteren verplaatst om de tankdop aan de buitenkant te kunnen plaatsen. Ook kreeg het vliegtuig een grote kielvlak en een groter richtingsroer. Er werd slechts één exemplaar gebouwd, en dat werd in 1932 in Brooklands gesloopt.

### Auto's
In 1920 bouwde ABC haar eerste auto, een 1.230 cc tweezitter met een luchtgekoelde boxermotor. De auto woog slechts 305 kg, maar was moeilijk te starten, maakte veel lawaai, had een slecht smeersysteem en leed onder veel kinderziekten, vooral door de lange, buitenliggende stoterstangen. In 1920 kostte hij £ 414, maar die prijs werd snel lager en in 1923 kostte de vierzitter nog slechts £ 265. Intussen werd de kwaliteit snel verbeterd. Men werkte samen met Bean Cars, dat gietwerk, plaatwerk en smeedwerk leverde. Uiteraard had de auto vanwege zijn luchtkoeling geen radiateur, maar uiterlijk leek dat wel zo. De "radiateurdop" was in werkelijkheid de tankdop. Dat leverde weleens problemen op, omdat monteurs die niet gewend waren aan luchtgekoelde motoren de tank weleens vulden met water. In 1925 kwam er een nieuwe versie met een verbeterde klepaandrijving, een beter smeersysteem en ingesloten stoterstangen. Remmen op de voorwielen werden als extra leverbaar. In hetzelfde jaar kwam de Super Sports, die een 1.320 cc motor had. Deze bleef tot aan het einde van de autoproductie in 1929 leverbaar.
ABC ging door met haar activiteiten totdat het werd opgenomen binnen Vickers, in 1951. In 1970 werd het gesloten.

## Lijst van ABC vliegtuigmotoren
| Type             | Jaar | Motortype               | Vermogen | Toepassing |
| ---------------- | ---- | ----------------------- | -------- | --- |
| ABC 30 HP        | 1912 | onbekend                | 30 pk    | onbekend |
| ABC 60 HP        | 1912 | onbekend                | 60 pk    | onbekend |
| ABC 100 HP       | 1912 | onbekend                | 100 pk   | onbekend |
| ABC Gnat         | 1916 | tweecilinder boxermotor | 45 pk    | BAT Crow |
| ABC Mosquito     | 1916 | zescilinder stermotor   | 120 pk   | BAT Bantam |
| ABC Gadfly       | 1918 | stermotor               | 60 pk    | Bristol Babe |
| ABC Wasp I       | 1918 | zevencilinder stermotor | 160 pk   | Avro 504 K, BAT Bantam, BAT Baboon, Sopwith Snail, Westland Wagtail. |
| ABC Dragonfly I  | 1918 | negencilinder stermotor | 320 pk   | Austin Greyhound, Avro 533 Manchester, BAT Basilisk, Sopwith Bulldog |
| ABC Wasp II      | 1919 | zevencilinder stermotor | 200 pk   | Avro 504 K, BAT Bantam, Saunders Kittiwake, Sopwith Snail, Westland Wagtail |
| ABC Dragonfly IA | 1919 | negencilinder stermotor | 340 pk   | Armstrong Whitworth Ara, Boulton Paul Bourges, Bristol Badger, De Havilland Oxford, Nieuport Nighthawk, Nieuport London, Siddeley Siskin, Sopwith Copham, Sopwith Dragon, Sopwith Rainbow, Sopwith Snapper, Sopwith Snark, Westland Weasel                                                                             |
| ABC Scorpion I   | 1921 | tweecilinder boxermotor | 30 pk    | De Haviland Humming Bird, Farman Moustique |
| ABC 8 HP         | 1923 | tweecilinder boxermotor | 8 pk     | English Electric Wren, Handley Page H.P. 22 |
| ABC Scorpion II  | 1924 | tweecilinder boxermotor | 34 pk    | ABC Robin. Boulton Paul Phoenix, Comper Swift, Hawker Cygnet, Heath Parasol, Henderson-Glenny Gadfly, Hendy Hobo, Kay Gyroplane, Luton Minor, Messerschmitt M19, Messerschmitt M23a, Messerschmitt M23b, MGI Snyder Buzzard, Mignet HM.14 "Pou-du-Ciel", SAI KZ1, Short Satellite, Westland Woodpigeon, Wheeler Slymph |
| ABC Hornet       | 1929 | viercilinder boxermotor | 80 pk    | Civilian Coupé, Robinson Redwing, Southern Martlet, Westland Widgeon III |